# Giải bóng đá vô địch quốc gia Gibraltar
Giải bóng đá vô địch quốc gia Gibraltar là giải đấu bóng đá cấp cao duy nhất tại Gibraltar, được thành lập vào năm 2019 với tên gọi Giải bóng đá quốc gia Gibraltar sau khi sáp nhập Giải bóng đá Ngoại hạng Gibraltar, giải đấu bóng đá hàng đầu từ năm 1905, và Giải bóng đá hạng nhì Gibraltar, giải đấu đã tồn tại từ năm 1909. Giải đấu được Hiệp hội bóng đá Gibraltar công bố vào tháng 8 năm 2019. Giải đấu được hỗ trợ bởi Giải bóng đá trung cấp Gibraltar dành cho các đội U23.

## Danh sách các đội vô địch
Bảng bao gồm ba đội đứng đầu của Nhóm Vô địch (nửa trên của bảng) và Nhóm Thách thức (nửa dưới của bảng)
| Mùa giải | Nhóm Vô địch                       | Nhóm Vô địch                       | Nhóm Vô địch                       | Nhóm Thách thức                    | Nhóm Thách thức                    | Nhóm Thách thức                    | Chiếc giày vàng | Chiếc giày vàng | Găng tay vàng                | Găng tay vàng |
| Mùa giải | Vô địch                            | Á quân                             | Hạng ba                            | Nhất                               | Nhì                                | Ba                                 | Cầu thủ         | Số bàn          | Cầu thủ                      | Sạch lưới     |
| -------- | ---------------------------------- | ---------------------------------- | ---------------------------------- | ---------------------------------- | ---------------------------------- | ---------------------------------- | --------------- | --------------- | ---------------------------- | ------------- |
| 2019–20  | không có giải thưởng nào được trao | không có giải thưởng nào được trao | không có giải thưởng nào được trao | không có giải thưởng nào được trao | không có giải thưởng nào được trao | không có giải thưởng nào được trao | Juanfri         | 24              | Dayle Coleing Jamie Robba    | 7             |
| 2020–21  | Lincoln Red Imps                   | Europa                             | St Joseph's                        | Bruno's Magpies                    | Glacis United                      | Manchester 62                      | Kike Gómez      | 24              | Christian Lopez              | 11            |
| 2021–22  | Lincoln Red Imps                   | Europa                             | St Joseph's                        | Manchester 62                      | College 1975                       | Lynx                               | Juanfri         | 14              | Alan Martin                  | 8             |
| 2022–23  | Lincoln Red Imps                   | Europa                             | Bruno's Magpies                    | Mons Calpe                         | Manchester 62                      | Lions Gibraltar                    | Juanfri         | 21              | Dayle Coleing Jaylan Hankins | 7             |
| 2023–24  | Lincoln Red Imps                   | St Joseph's                        | FCB Magpies                        | Đã ngừng sản xuất                  | Đã ngừng sản xuất                  | Đã ngừng sản xuất                  | Juanfri         | 17              | Bradley Banda                | 13            |
| 2024–25  | Lincoln Red Imps                   | St Joseph's                        | Europa                             | Đã ngừng sản xuất                  | Đã ngừng sản xuất                  | Đã ngừng sản xuất                  | Vittorio Vigolo | 15              | Bradley Banda                | 10            |

1. ↑  Mùa giải đã bị hủy bỏ và tuyên bố vô hiệu do đại dịch COVID-19.[2]
2. ↑  Giải thưởng GFA Challenge Trophy đã ngừng tổ chức sau mùa giải 2022–23.